# Дамасцена: Преходът
„Дамасцена: Преходът“ е български игрален филм (драма) от 2019 година на режисьора Тодор Анастасов, по сценарий на Мария Лалева и Стоян Стоянов. Оператор е Христо Генков. Музиката във филма е композирана от Румен Бояджиев-син.

## Актьорски състав
| В главните роли               | Изпълнител          |
| ----------------------------- | ------------------- |
| Течо                          | Веселин Плачков     |
| Нено Колев                    | Димитър Баненкин    |
| Царицата на розите            | Неда Спасова        |
| Гюла                          | Симона Халачева     |
| братовчедът                   | Троян Гогов         |
| директорът на розоварната     | Любомир Фърков      |
| бащата на Течо                | Любен Чаталов       |
| Течо на 7 години              | Александър Токилиев |
| Течо на 17 години             | Виктор Иванов       |
| верният                       | Слави Владимиров    |
| жената на Кемал               | Тезджан Ферад-Джани |
| Кемал                         | Мариан Маринов      |
| Хасан бей                     | Пламен Манасиев     |
| лекарят                       | Николай Додов       |
| братът на Течо                | Христо Пъдев        |
| 'шефът на чейндж бюрото       | Пламен Първанов     |
| Белязания                     | Александър Гончаров |
| секретарката на Нено Колев    | Добринка Гецома     |
| братовчедът на 7 г.           | Марк Метларов       |
| братовчедът на 17 г.          | Божидар Павлов      |
| бабата на Течо                | Петя Силянова       |
| дядото на Течо                | Симеон Викторов     |
| първият брат на Гюла          | Денис Христов       |
| вторият брат на Гюла          | Деян Цветков        |
| Кемал на 7 г.                 | Михаил Иванов       |
| Кемал на 17 г.                | Юрий Тошев          |
| партийната секретарка         | Юлия Коларова       |
| жената с шалварите            | Сашка Братанова     |
| бай 'Ставри                   | Георги Антов        |
| учителят                      | Валери Еличов       |
| приемчикът в розоварната      | Константин Икономов |
| учителката                    | Соня Деянова        |
| недоволния пред чейндж бюрото | Петьо Цеков         |
| дъщерята на Белязания         | Елена Векова        |
| репортерката                  | Евгения Веселинова  |
| производител на розово масло  | Шукри Юсеин         |
| производител на розово масло  | Мария Геняева       |
| производител на розово масло  | Петър Тосков        |
| производител на розово масло  | Димитър Митев       |
| производител на розово масло  | Георги Георгиев     |
| производител на розово масло  | Галя Александрова   |
| производител на розово масло  | Сийка Петкова       |
| производител на розово масло  | Димитър Кабаков     |
| бебето на Гюла                | Дария Стойнова      |
| участват още:                 |                     |
| Мая Пехливанова               |                     |
| Суат Мурат                    |                     |
| Василена Стоянова             |                     |
| Христо Стоянов                |                     |
| Сунай Емин                    |                     |
| Диана Ленкова                 |                     |
| Тодор Янкулов                 |                     |
| Бойко Боянов                  |                     |
| Георги Атанасов               |                     |
| Александър Бориславов         |                     |
| Надежда Терджуманова          |                     |
| Слава Георгиева               |                     |
| Корнелия Петкова              |                     |
| Гаро Кешишян                  |                     |
| Мария Лалева                  |                     |